# GNUPedia
Gnupedia (plus tard renommé GNE) est un projet d'encyclopédie libre (sous la licence GNU FDL) sous l'impulsion de la Free Software Foundation (FSF) actif de janvier à mars 2001.

## Histoire
Le concept d'une encyclopédie libre universelle et d'une base de connaissance libre est initialement rédigé par Richard Stallman en 1998 pour sa communication à une conférence du 26 mars 1999 de l'ACM SIGCSE (en), l'Association for Computing Machinery's (ACM) Special Interest Group (SIG) on Computer Science Education (CSE). Le texte est envoyé a l'organisateur mais n'est pas publié dans les actes et Stallman le publiera lui-même sur le site de GNU. En décembre 2000, Stallman partage son idée de projet dans un mail sur une liste de discussion GNU. Le projet GNUPedia est créée en janvier 2001 par la Fondation pour le logiciel libre (FSF – Free Software Foundation) avec Hector Facundo Arena dans la fonction de modérateur. Cependant, le nom de domaine gnupedia.org ayant été acquis par Jimmy Wales avant même le lancement le 9 mars 2000 de son projet paronyme Nupedia dirigé par Larry Sanger et le lancement en 15 janvier 2001 de Wikipédia en anglais, le projet GNUPedia est rebaptisé en GNE le 16 mars 2001,.
Les participants de GNUPedia exprimaient fréquemment des soucis aux sujets du nombre de contrôles et de la bureaucratie impliqués dans la contribution de Nupedia. Tandis que GNUPedia luttait avec les problèmes concernant le niveau de modération à appliquer aux contributeurs de l'encyclopédie, Wales invita les contributeurs à s'intéresser à Wikipédia, qui venait juste de commencer comme une alternative de Nupedia[réf. souhaitée].
Le nouveau projet Wikipédia reçut une réaction enthousiaste de certains participants à GNUPedia et Wikipédia dépassa par la suite les deux projets précités. Le projet GNUPedia a néanmoins continué d'exister et le projet fut redéfini en une « bibliothèque d'opinions » ou « base de connaissances » complète. La controverse sur le nom s'arrêta lorsqu'il changea celui-ci pour GNE, une abréviation pour « GNE is Not an Encyclopedia » et un acronyme récursif similaire à celui du projet GNU. Cependant, le changement du nom n'arriva pas à tirer le projet vers l'avant et devint progressivement inactif.  
Lorsque la Licence de documentation libre GNU fut adoptée par Jimmy Wales, le projet GNU et Stallman abandonna le projet GNUPedia pour prêter soutien au projet Nupédia, qui à son tour fut abandonné au profit de Wikipédia.